# 수전 켈러먼
수전 켈러먼(영어: Susan Kellermann, 1944년 7월 4일 ~ )은 미국의 배우이다.

## 영화
- 스위트, 스위트 론리 걸 (2016년)
- 인 더 패밀리 (2011년) - 마지 혹스 역
- 노매드 (2005년)
- 죽어야 사는 여자 (1992년)
- Elvira, Mistress of the Dark (1988)
- 나의 성공의 비밀 (1987년)
- 휴먼 독 (1980, Oh! Heavenly Dog)